# Brita Hjort
Dagmar Brita Maria Hjort-Karström, född Hjort den 1 december 1907 på Skeinge i Verums socken, Kristianstads län, död den 22 januari 1969 i Malmö, Malmöhus län, var en svensk pianist.

## Biografi
Brita Hjort var dotter till fabrikören Werner Otto Hjort och Dagmar Fugl. Hjort studerade för Johanne Stockmarr, Ignaz Friedman och Alfred Cortot, bland annat vid Det Kongelige Danske Musikkonservatorium i Köpenhamn. Hon var tidigt verksam i Malmö, vilket dokumenterats i den repertoarförteckning som på Internet återges av Malmö Kammarmusikförening och där hon under en period av 38 år fortlöpande medverkar. Hjort avled 1969 i Malmö. Hon är begravd på Limhamns kyrkogård.

### Konsertverksamhet
Vid sitt första noterade framträdande den 22 februari 1930 spelade Brita Hjort tillsammans med violinisten Mario Galli, men utförde även som solist Robert Schumanns Symfoniska etyder. Hon återkom sedan fram till 1968 som pianosolist, ackompanjatör och medlem av olika kammarmusikaliska ensemble,[källa behövs] bland annat Pianokvartetten av 1948, som i övrigt bestod av Charles Senderovitz på violin, Sten Broman på viola och Guido Vecchi på violoncell och HSB-trion som bestod av Charles Senderovitz och Erling Bløndal Bengtsson.
Den 19 januari 1933 framförde hon i Malmö Brahms pianokvartett i A-dur tillsammans med Gösta Karström (1887-1948) som hon gifte sig med två år senare; övriga medverkande var en Ericsson (förnamn saknas) och Guido Vecchi.
Malmötidningen Kvällsposten skriver den 12 februari 1954: "Verk av Beethoven, Berwald och Brahms stod på programmet, då den nybildade trio-konstellationen Brita Hjort, Charles Senderovitz och Erling Bløndal Bengtsson i går gästade Salomon Smiths Kammarmusikförening i Landstingssalen. Brita Hjort och Charles Senderovitz är gamla bekanta för malmöpubliken och åtnjuter en grundmurad och välförtjänt popularitet hos denna. Förväntningarna /.../ infriades storartat, och de tre utmärkta artisterna gjorde kvällen till en upplevelse."
Brita Hjort hade på sin repertoar nio pianokonserter, med vilka hon framträdde tillsammans med symfoniorkestrar vid gästspel runtom i landet. Bland annat omtalas hon på Umeå Musiksällskaps webbsida som en av de viktiga gästsolisterna under tiden fram till 1960-talet.

## Diskografi
Av skivinspelningar med Brita Hjort kan nämnas Franz Berwalds pianokvintett i c-moll. Skivbeteckning: RD 524 526(E) 1947. 12 3-rec.set. Övriga medverkande är Otto Kyndel, Gereon Brodin, Sten Broman och Gunnar Norrby.[källa behövs]
- 1966 - Wilhelm Stenhammar. Tillsammans med Janos Solyom och Mircea Saulesco.[6]
- 2010 - Svenska tangenter. Svenska pianister före 1950.[7]